# Joseph Brant

Podpis Branta

Thayendanegea lub Joseph Brant (czasami Brandt albo Brand) (ur. ok. 1742 w dolinie Ohio, zm. 24 listopada 1807 nad jeziorem Ontario) – wódz (sachem) Mohawków i oficer w wojsku brytyjskim podczas rewolucji amerykańskiej, wojskowy i dyplomata, znany do dziś w Kanadzie i USA.

## Życiorys

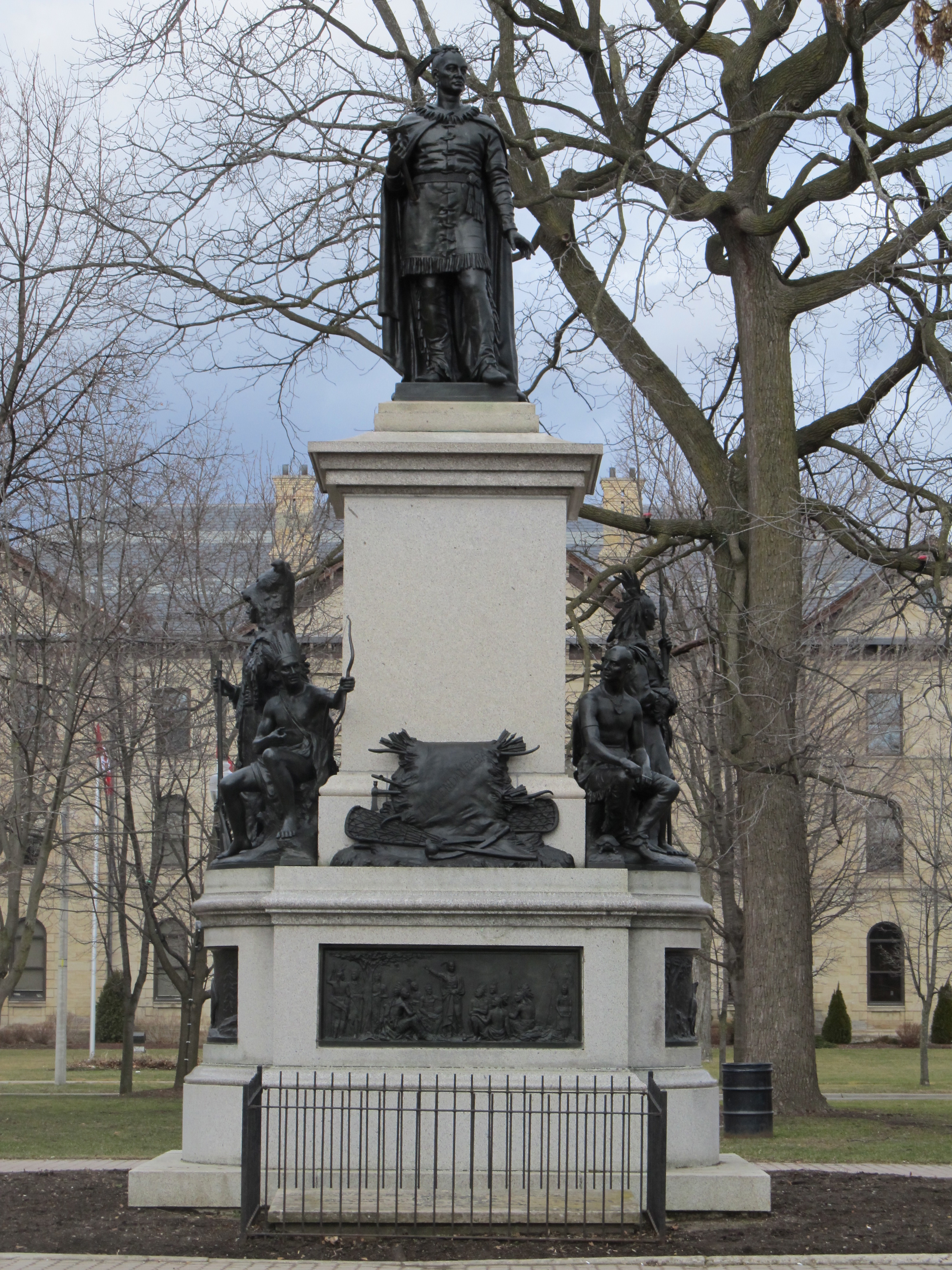
Pomnik Branta w Brantford

Urodził się jako Thayendanegea na terenach łowieckich Mohawków nad rzeką Cuyahoga w dolinie Ohio (w pobliżu dzisiejszego miasta Akron). Już jako nastolatek brał udział w bitwach z białymi i innymi plemionami, ale także uczęszczał do brytyjskiej szkoły misyjnej. Z czasem stał się jednym z najbardziej znanych północnoamerykańskich Indian swoich czasów - uczestnikiem wojny o kolonie amerykańskie i amerykańskiej wojny o niepodległość – odegrał m.in. istotną rolę w przekonaniu Ligi Irokezów do opowiedzenia się po stronie Brytyjczyków przeciw prącym na ziemie Indian osadnikom ze zbuntowanych kolonii.
Chociaż przez współczesnych przedstawiany był zwykle jako krwawy pogromca Amerykanów, to późniejsi historycy znaleźli liczne przykłady sytuacji, w których starał się łagodzić konflikty i bronić niewinnych ofiar walk. Z czasem zyskał wykształcenie, doświadczenie, sławę i posłuch, stając się tłumaczem misjonarzy i polityków, kupcem i negocjatorem, irokeskim wodzem wojennym i utalentowanym dyplomatą. W imieniu Mohawków wynegocjował m.in. utworzenie istniejącego do dziś rezerwatu Grand River w Ontario.

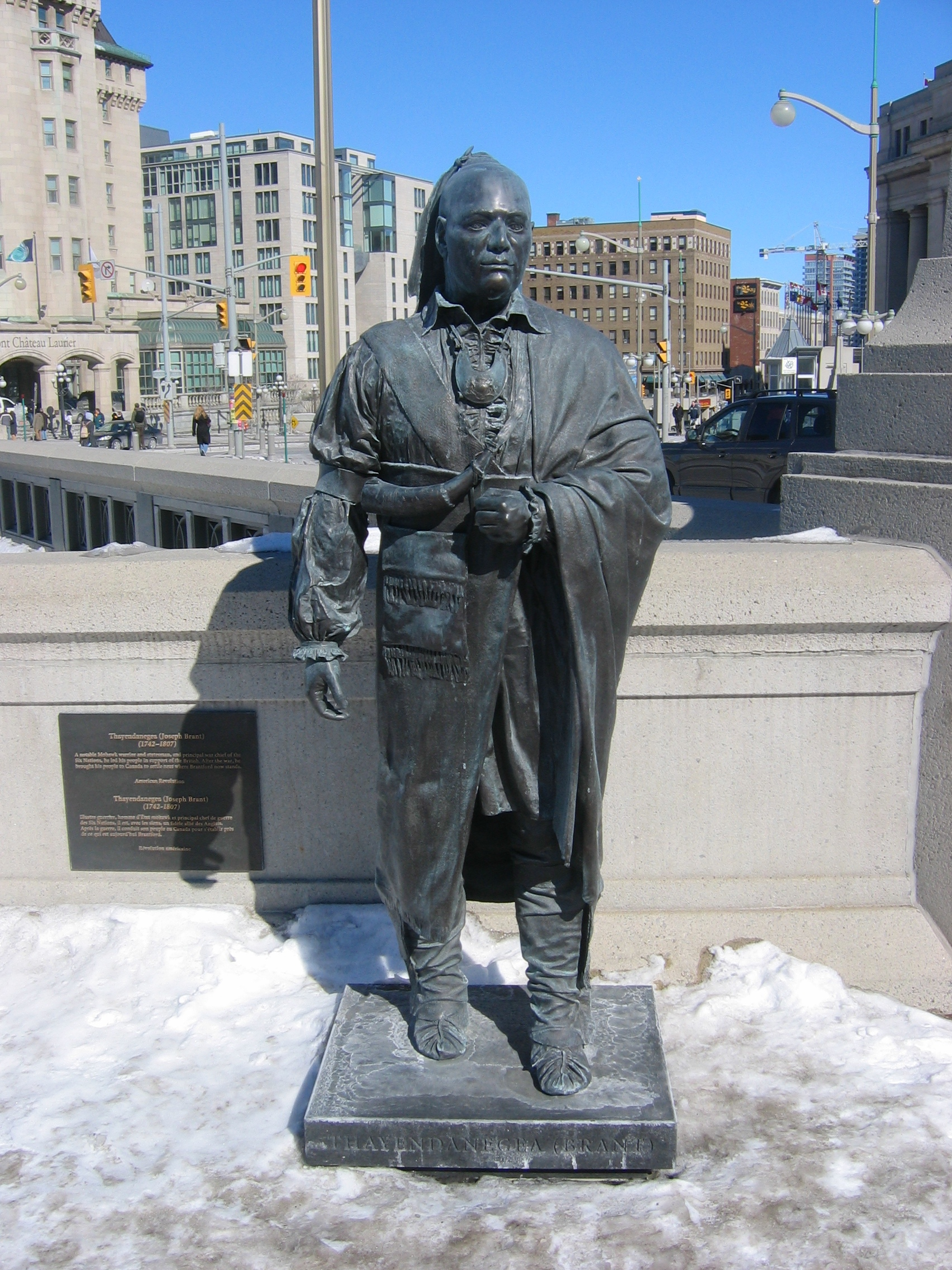
Pomnik Branta w Ottawie

Spotykał się m.in. z prezydentem Jerzym Waszyngtonem, dwukrotnie podróżował też na dwór królewski w Londynie (gdzie powstały dwa z kilku jego portretów). Choć wytrwale zabiegał o panindiańskie zjednoczenie wodzów różnych plemion w walce z ekspansją USA, to tego celu nie udało mu się nigdy w pełni osiągnąć. Jednak żyjąc w trudnych czasach na pograniczu ścierających się kultur i interesów, umiejętnie jak rzadko kto poruszał się między nimi, starając się łagodzić nieuniknione konflikty i dbać o swoich współplemieńców.
Trzykrotnie żonaty (w tym z córką amerykańskiego przedsiębiorcy), zmarł w domu nad jeziorem Ontario, w którym mieści się obecnie muzeum jego imienia. W 1850 roku szczątki Josepha Branta przeniesiono w procesji młodych Mohawków z Grand River do odległej o 55 km Królewskiej Kaplicy Mohawków w Brantford – mieście nazwanym od jego nazwiska (w 1886 roku stanął tam też pomnik wodza). Jego postać jest jedną z czternastu rzeźb dowódców z dziejów Kanady, uhonorowanych współcześnie pomnikiem Valiants Memorial (fr. Monument aux Valeureux) w centrum Ottawy.